# Jurgita Petrauskienė
Jurgita Petrauskienė (ur. 30 marca 1975 w Ucianie) – litewska działaczka oświatowa, od 2016 do 2018 minister edukacji i nauki.

## Życiorys
W 1997 ukończyła studia z zakresu anglistyki na Wileńskim Uniwersytecie Pedagogicznym, a w 2002 zarządzanie przedsiębiorstwem na Uniwersytecie Wileńskim. W latach 1997–2001 pracowała przy projektach programu Phare. Później zatrudniona w agencji zajmującej się programami z zakresu nauki i technologii. W 2007 została dyrektorem ośrodka badawczego MOSTA, specjalizującego się w analizie zagadnień poświęconych studiom i nauce.
13 grudnia 2016 w nowo utworzonym gabinecie Sauliusa Skvernelisa z rekomendacji Litewskiego Związku Rolników i Zielonych objęła stanowisko ministra edukacji i nauki. Została odwołana w grudniu 2018.